# フェデリーコ2世 (シチリア王)
フェデリーコ2世（Federico II, 1272年12月13日 - 1337年6月25日）は、シチリア王（在位：1296年 - 1337年）。アラゴン王兼シチリア王ペドロ3世（ピエトロ1世）と、シチリア王マンフレーディの娘コスタンツァの間に三男として生まれた。

## 生涯
ペドロ3世は1285年に死去し、アラゴンを長男のアルフォンソ3世に、シチリアを次男のジャコモ1世に残す。アルフォンソ3世は1291年に死去し、ジャコモ1世がアラゴン王ハイメ2世になり、フェデリーコがシチリアの摂政となった。1296年にハイメ2世がシチリア王位を放棄、フェデリーコがシチリア王フェデリーコ2世に即位した。
シチリアの所有権を巡るアンジュー家とバルセロナ家の争い（シチリア晩祷戦争）は続いており、バルセロナ家はイタリアでは成功していたものの、内紛とフランスの攻撃によってスペインにおけるハイメ2世の地位は危うくなっていた。ナポリ王カルロ1世による和平交渉が行なわれていたが、続けざまに起きた2人の教皇の死によって中断していた。さらにカルロ1世の息子カルロ2世の画策で、教皇からアラゴン本国に対しシチリア攻撃の命令が下され、アラゴンからフェデリーコ2世のために派遣されていた高官や軍隊がそのままフェデリーコ討伐軍として攻撃を始めるという絶体絶命の危機に曝されるが、フェデリーコの奮闘によって辛うじて退けることに成功する。
その後、カルロ2世との間で和平が成立し、1302年にカルロ2世の娘エレオノーラ・ダンジョと結婚した。1321年に長男のピエトロ2世を共同統治者に任じた後、国家整備を推し進め、周辺諸国からの干渉を防ぐことに成功した。

## 家族
エレオノーラとフェデリーコ2世の間には5男4女が生まれた。
- ピエトロ2世（1304年 - 1342年） - シチリア王
- ルッジェーロ（1305年）
- マンフレーディ（1306年 - 1317年） - アテネ公
- コスタンツァ（1304/06年 - 1344年以降） - 1.キプロス王アンリ2世と結婚、2.アルメニア王レヴォン5世と結婚、3.ジャン・ド・リュジニャン（キプロス王ピエール1世弟）と結婚
- イザベッラ（1310年 - 1349年） - バイエルン公シュテファン2世と結婚。ヴィッテルスバッハ家とホーエンツォレルン家にホーエンシュタウフェン家の血を伝えている。
- グリエルモ（1312年 - 1338年） - ターラント公
- ジョヴァンニ（1317年 - 1348年） - ランダッツォ公
- カタリーナ（1320年 - 1342年） - メッシーナのサンタ・キアラ女子修道院長
- マルゲリータ（1331年 - 1360年） - ライン宮中伯ルドルフ2世と結婚

## フェデリーコ1世
フェデリーコ2世の曾祖父である神聖ローマ皇帝フリードリヒ2世は、シチリア王としてはフェデリーコ1世となるが、イタリア語名による神聖ローマ皇帝の呼称「フェデリーコ（＝フリードリヒ）2世」がそのまま誤用されて「シチリア王フェデリーコ2世」と呼ばれることが多い。そのため本来のシチリア王フェデリーコ2世のことを「フェデリーコ3世」と誤記されることがある（フリードリヒ2世の後継者として自ら「フェデリーコ3世」を称したともされる）。